# Convair 880
A Convair 880 négyhajtóműves, keskenytörzsű, első generációs utasszállító repülőgép volt, amit a Convair gyártott, és amit a Boeing 707 és a Douglas DC–8 riválisának szántak azáltal, hogy a repülőgép kisebb és gyorsabb volt. Szolgálatba állításakor 990 km/h-s végsebességével ez volt a leggyorsabb utasszállító repülőgép a világon. Mindössze 65 Convair 880-as készült el 1959–1962 között. A 880-as projekt kudarcot vallott, mivel a típusnak számos hibája volt. Így áttértek a Convair 990 gyártására amely, egy hosszabb törzsű és gyorsabb változata a 880-nak.

## Tervezés és fejlesztés
A Convair fejleszteni kezdett egy közepes hatótávolságú utasszállító repülőgépet, annak hírére, hogy 1956-ban a Boeing és a Douglas repülőgépgyártók is nekiálltak megépíteni saját utasszállító repülőgépüket. A tervezés kezdetén a prototípus repülőgépet elnevezték Skylarknak, de ezt a nevet elvetették, majd később átkeresztelték Golden Arrowra (’Arany Nyíl’), onnan Convair 600-ra,  legvégül Convair 880-ra – az utóbbi kettőben szereplő számjelzések a repülőgép 600 mérföld per órás (970 km/h), avagy 880 láb/másodperces (268 m/s) végsebességére utalnak. A repülőgépet General Electric CJ-805-3 sugárhajtású gázturbina hajtja, ez polgári változata az F-104 Starfightert és az F-4 Phantom vadászgépeket is működtető J79-nek.
Prototípus nem készült, a repülőgéptípus első gyári változata, a Model 22-es első repülését 1959. január 27-én hajtotta végre. A gyártás megkezdését követően az amerikai szövetségi légügyi hatóság (Federal Aviation Administration; FAA) kiegészítő műszerezés beépítését írta elő a Convair számára, amelyet az az utastér felett, a törzs tetejének hosszan elnyúló „púpos” bővítésével oldott meg. A 880-as és 990-es végső összeszerelésére a Convair kaliforniai, San Diegó-i létesítményeiben került sor.
Az utasszállító gép soha nem vált széles körben használttá, és gyártása mindössze három év után leállt. A 880-as üléselrendezése (öt ülés egy sorban) nem tette vonzóvá a típust a légitársaságok számára, a Boeing 720-as pedig beelőzte: jóval olcsóbb volt, hiszen valójában nem volt sokkal több, mint a Boeing 707-es minimálisan átalakított változata. Emellett a 880-as General Electric-hajtóműveinek sokkal nagyobb fajlagos üzemanyag-fogyasztása volt, mint a Boeing Pratt & Whitney JT3C-inek.
A General Dynamics a projekt élettartama során mintegy 185 millió dolláros veszteséget halmozott fel, bár egyes források szerint a becsült veszteség ennél is jóval nagyobb volt. A típust összesen 17 baleset és öt eltérítés érte.
A 880-as módosított változata a Convair 990 Coronado lett, amelyet 1961-től 1963-ig gyártottak.

## Működési története
A típust először a Delta Air Lines üzemeltette, 1960 májusától. A repülőgép a kissé módosított 880-22m típussal állt először szolgálatba, ez már az újabb 805-3B hajtóművekkel rendelkezett. A 880-as főbb üzemeltetői az Alaska Airlines, Cathay Pacific, Delta Air Lines, Japan Airlines, KLM, Northeast Airlines, Swissair, TWA és a VIASA voltak, az egyik példány pedig Elvis Presley privát, Lisa Marie becenevű gépeként működött. A főbb üzemeltetők 1975-re már kivonták a repülőgépet a szolgálatból.
Ahogy elkezdték kivonni a repülőgépet a szolgálatból, az American Jet Industries több 880-ast vásárolt különböző célokra. Az egyik példányt teherszállító célra alakították át, és 1974 és 1982 között több üzemeltető alatt működött.  Egy másikat pedig az FAA használt pilótavizsgáztatásra, míg 1995-ben egy, a raktérben történt kisebb robbanás következtében használhatatlanná tette. A fennmaradó repülőgépet 2000-ben leselejtezték. 
Az Egyesült Államok Haditengerészete egy általa vásárolt 880-ast átalakítás után légi utántöltő repülőgépként alkalmazott. Nem hivatalos jelölése az UC-880-as volt. A gépet a marylandi Patuxent River haditengerészeti légitámaszpontra vezényelték, ahol Tomahawk cirkálórakéták és légi utántöltő eljárások teszteléséhez alkalmazták. Ez a gép egy, a raktér robbanásszerű nyomáscsökkenésével járó kísérlet során semmisült meg 1995-ben.

## Üzemeltetők

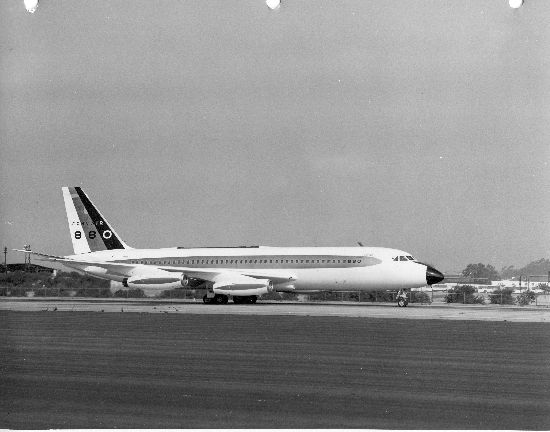
Az egyik első 880-as a gyári arany festésben, egy fekete-fehér képen

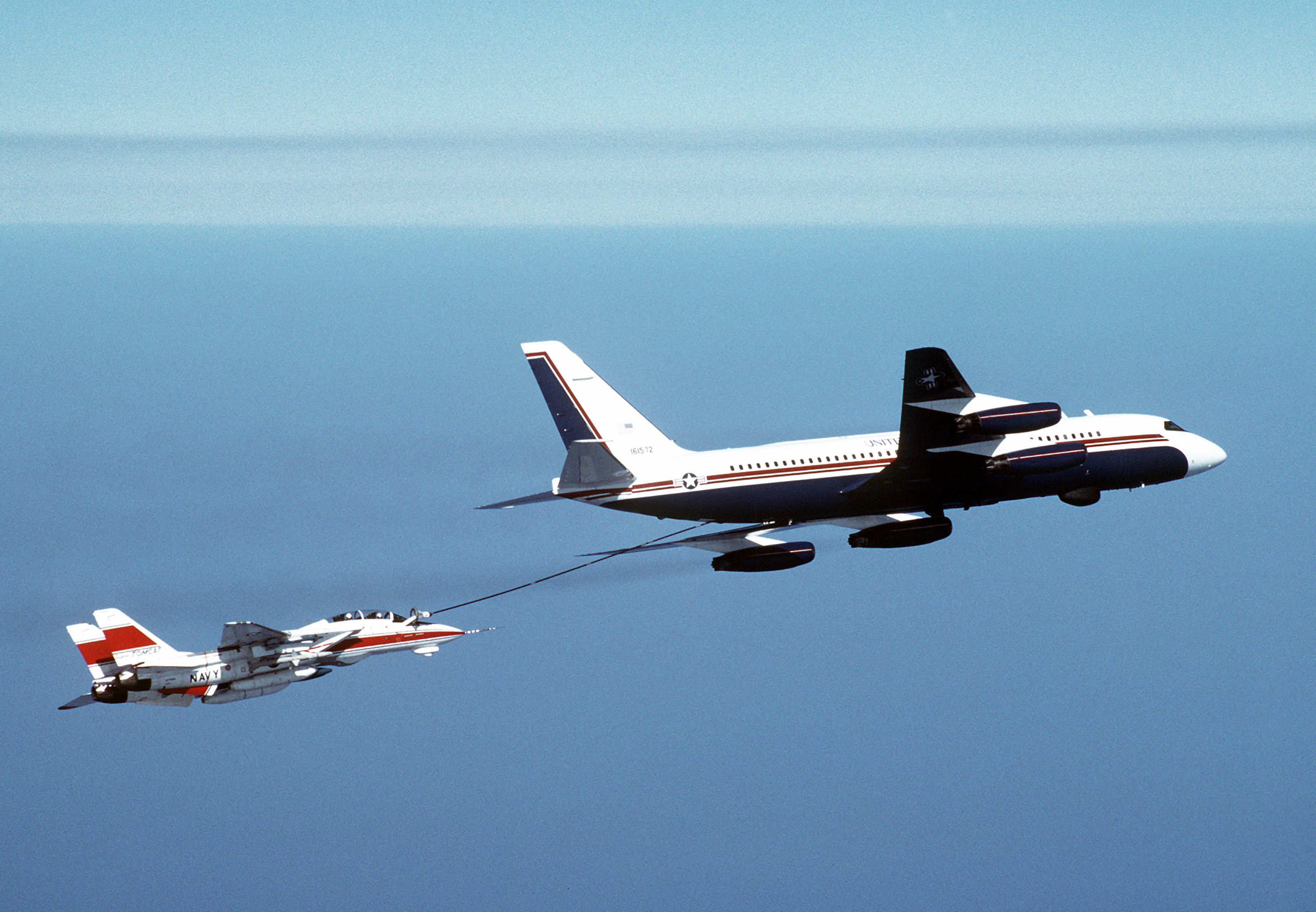
A Convair UC-880-as légi utántöltést végez egy F-14D Tomcat vadászgépnek.

### Civil üzemeltetők
♠ jelöléssel az eredeti üzemeltetők
- Air Viking (bérelt)
- Airtrust Singapore (bérelt)
- Alaska Airlines
- American Jet Industries
- Cathay Pacific ♠
- Civil Air Transport ♠
- Delta Air Lines ♠
- Elvis Presley Enterprises
- Fair Air
- Federal Aviation Authority ♠
- Four Winds Inc
- Freelandia Travel Club
- Hughes Tool Company  ♠
- Inair Panama (bérelt)
- Indy Air
- Japan Air Lines ♠
- Japan Domestic Airlines
- LANICA
- LatinCarga
- Monarch Aviation (bérelt)
- Northeast
- Orient Pacific Airways
- SERCA Costa Rica
- Trans World Airlines ♠
- Swissair ♠
- VIASA ♠

### Katonai üzemeltetők
Amerikai Egyesült Államok
- Az Amerikai Egyesült Államok Haditengerészete - egy Convair UC-880 tesztrendszer/légi utántültő tankerként.

## Megmaradt repülőgépek
Niall Booth szerző elmondása szerint 2005 decemberétől már csak kilenc repülőgép maradt a világon. Ezek közül öt az Egyesült Államokban, és egy Haitin, Portugáliában, Venezuelában és Dél-Afrikában. Ezek közül egy sem alkalmas repülésre, és csak egy jól megőrzött gép van: Elvis Presley Lisa Marie becenevű repülőgépe (a lánya után nevezték el) a memphisi Gracelandben. A négy amerikai repülőgépet 2007 áprilisában feldarabolt fémhulladékként selejtezték, bár az törzs elejét megmentették és egy múzeumba került. A Portugáliában kiállított gép a lisszaboni repülőtér közelében volt, ezt később egy átalakított sztriptízbárként értékesítették és később selejtezték, majd 2008. április 28-án megsemmisítették. Ezen kívül a TWA N803TW (MSN 3) lajstromjelű Convair 880-as esetleges kijelzőinek visszaállításának folyamata az Aviation Hall of Fame and Museum of New Jerseyben volt.
A Japan Airlines MSN 22-7-6-58 (58-adik legyártott) Convair 880-asa az 1970-es években üzleti repülőgéppé volt átalakítva (lajstromjele: N88CH). Ezt 1987-ben megvásárolta a Ciskei kormány Lennox Sebe elnök számára, de a gép egyéb okok miatt évekig a Bhisho repülőtéren maradt, majd később repülésre alkalmassá tették. 1992-ben a gépet megvásárolta Billy Nel (jelenleg az Eastern Cape tartomány pénzügyminisztere a MEC-nél), akinek magánlakásként szállították az északra fekvő dél-afrikai East Londonba. 1970-es években használt VIP belteret, kanapékat, ágyakat és a bárt változatlanul hagyták, és ezeket magán funkcióként használják. A gép egyik hajtóművét a stutterheimi Motor Múzeumnak adományozták.

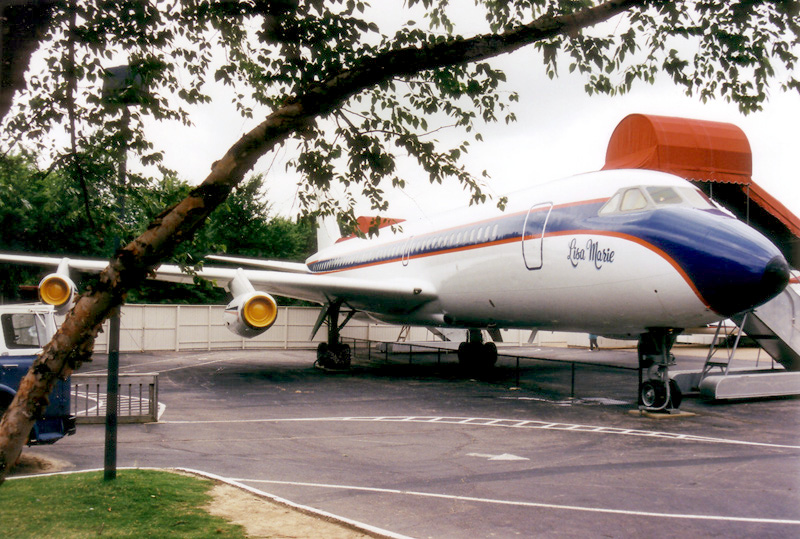
Elvis Convair 880-asa, amelyet a lánya után Lisa Marie-nek neveztek el
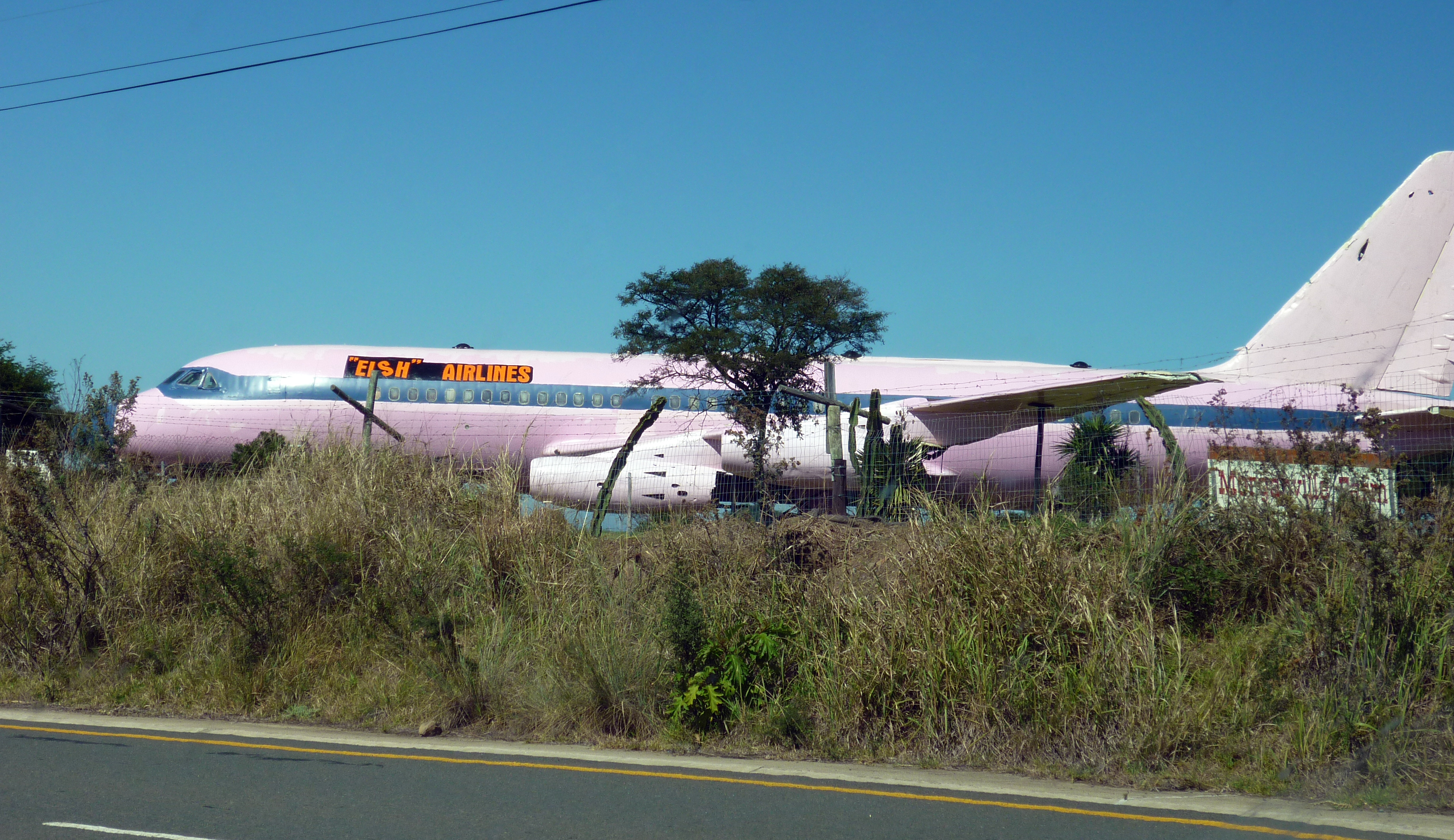
A magántulajdonban lévő Convair 880 Dél-Afrikában
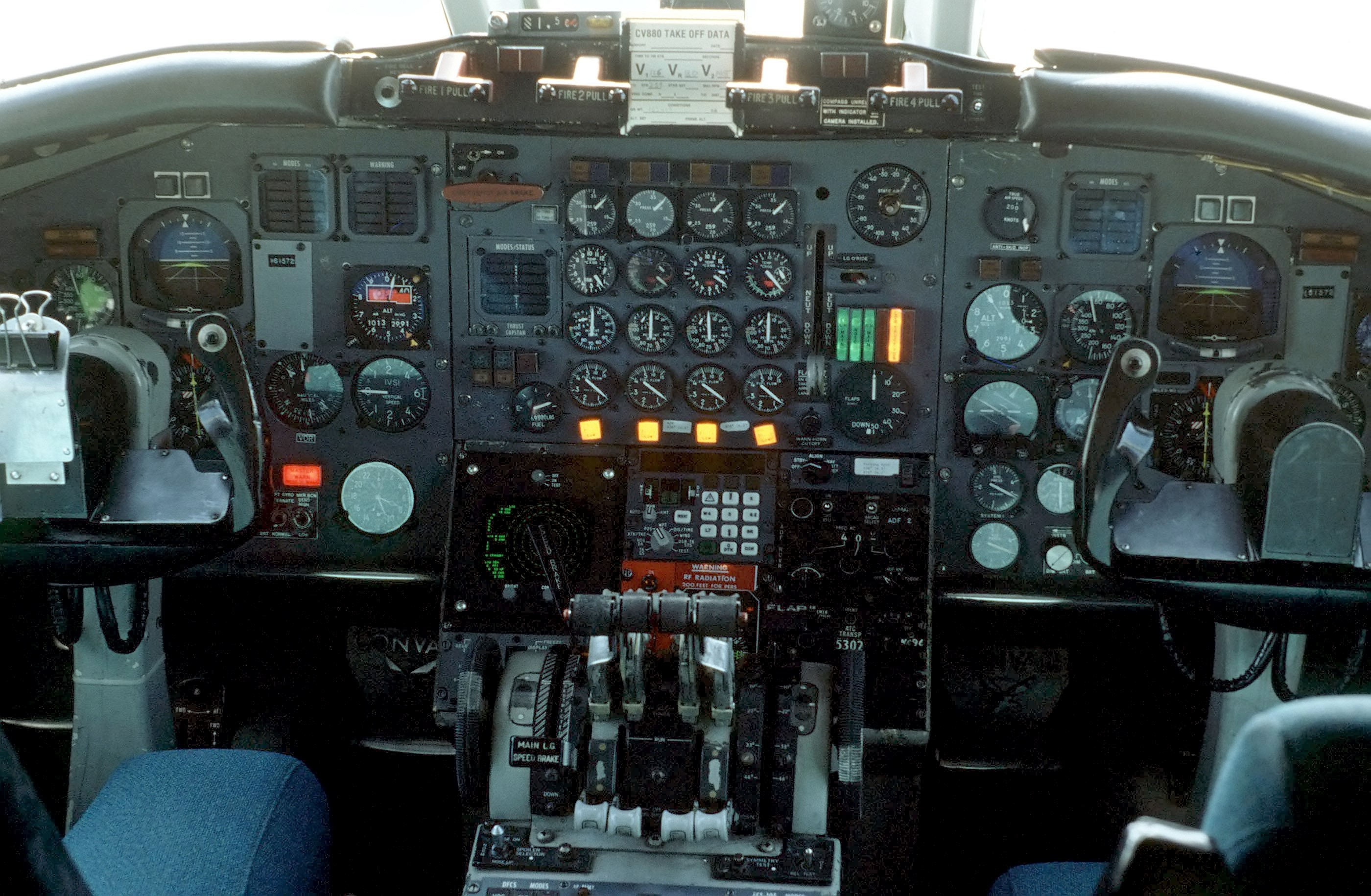
Az US Navy UC-880-as pilótafülkéjének műszerfala

## Műszaki adatok

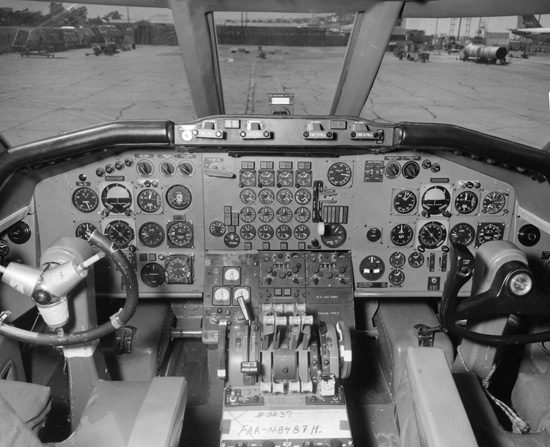
Egy új Convair 880-as pilótafülkéje

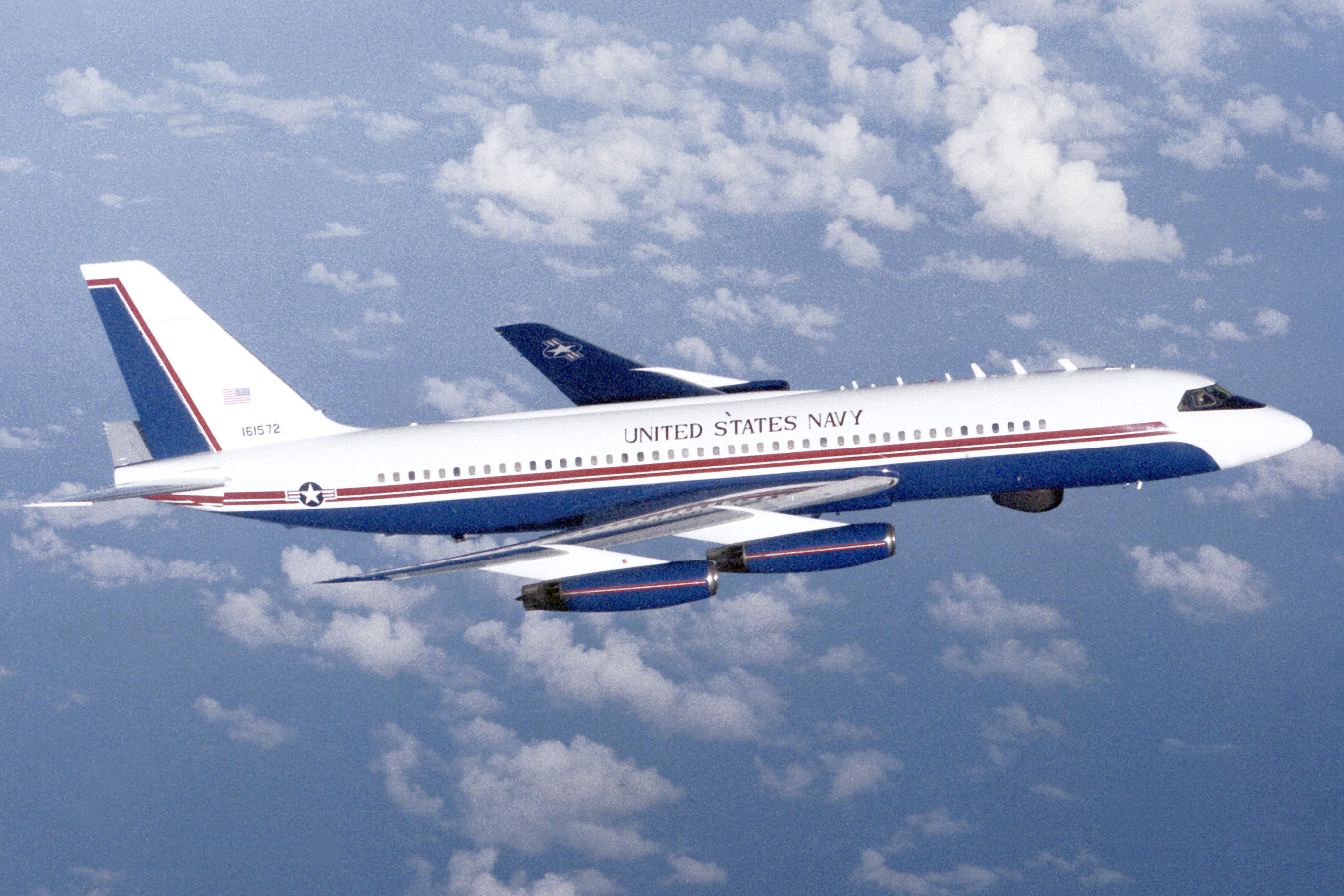
Az UC-880 ami a Naval Air Test Center Patuxent River szolgálatában állt, feladata volt a Tomahawk cirkáló rakéta tesztelése és a légi utántöltési eljárások.

Adatok a Jane's All The World's Aircraft 1965-66 honlapról

### Általános jellemzők
- Személyzet: 3
- Kapacitás: 110 utas
- Teherbírás: 10 900 kg
- Hossz: 39,42 m
- Fesztáv: 36,58 m
- Magasság: 11,07 m
- Szárnyfelület: 185,8 m²
- Üres tömeg: 42 730 kg
- Legnagyobb felszállótömeg: 87 730 kg
- Hajtómű: 4 db General Electric CJ-805-3 gázturbinás sugárhajtómű, egyenként 51,95 kN tolóerővel

### Teljesítmény
- Legnagyobb sebesség: 990 km/h (6860 méteren)
- Átesési sebesség: 179 km/h
- Hatótávolság: 5 450 km
- Szolgálati csúcsmagasság: 12 500 m